# 269e régiment d'infanterie
Le 269e régiment d'infanterie (269e RI) est un régiment d'infanterie de l'Armée française constitué en 1914 avec les bataillons de réserve du 69e régiment d'infanterie. Il combat pendant la Première Guerre mondiale et est dissous en janvier 1918.

## Création et différentes dénominations
- août 1914 : 269e régiment d'infanterie

## Chefs de corps
Entre 1914 et 1918, le régiment a eu cinq chefs de corps différents :
- 2 au 14 août 1914 : lieutenant-colonel Grange ;
- 15 août 1914 au 15 septembre 1916 : lieutenant-colonel Regnier-Vigouroux ;
- 16 au 30 septembre 1916 : chef de bataillon Bejard ;
- 1er octobre 1916 au 6 décembre 1917 : lieutenant-colonel Rosset ;
- 7 décembre 1917 au 19 janvier 1918 : lieutenant-colonel Moillard.

## Historique des garnisons, combats et batailles du269eRI

### Première Guerre mondiale

#### Affectation
Il est affecté pendant la guerre à la 70e division d'infanterie d'août 1914 à janvier 1918 :
- 139e brigade jusqu'en novembre 1917,
- puis infanterie divisionnaire jusqu'en janvier 1918.

#### 1914
Le régiment est mobilisé début août 1914 à partir des bataillons de réserve du 69e RI (chaque régiment d'active met sur pied un régiment portant son numéro plus 200). Il est constitué de deux bataillons, le Ve et le VIe.
Il combat d'abord pendant la bataille de Lorraine entre le 2 août et le 29 septembre, notamment à la bataille du Grand-Couronné.
Le 1er octobre 1914, le 269e RI rejoint l'Artois.

#### 1918
Le régiment est dissous le 20 janvier 1918. Le 5e bataillon et la compagnie hors rang sont mis à la disposition du Grand Quartier général et le VIe bataillon rejoint le 226e RI.

## Drapeau
Les noms des batailles s'inscrivent en lettres d'or sur le drapeau.
- Artois 1914-1915
- Verdun 1916

## Personnages célèbres ayant servi au269eRI
- René Gateaux, mathématicien, lieutenant responsable de la 2e section de mitrailleuses tué à Rouvroy (Pas-de-Calais) le 3 octobre 1914.
- Ernest Vilgrain, sous-secrétaire d'état au ravitaillement dans le gouvernement Clemenceau II en 1917, mobilisé au 269e puis chargé des liaisons de la 139e brigade, accusé d'abandon de poste en 1922 après s'être blessé dans des circonstances troubles en 1914.

### Sources et bibliographie
- Historique du 269e régiment d'infanterie. France. 1914-1918, Paris, Librairie Chapelot, 28 p. (lire en ligne).